# Verklista för Franz Xaver Süßmayr
Verklista för Franz Xaver Süßmayr. Numreringen i den här listan är den så kallade Süßmayr-Werk-Verzeichnis (Süßmayrverkförteckning, SmWV-nummer) som upprättats av RISM (Répertoire International des Sources Musicales).
De italienska, franska och tyska titlarna är inte översatta då det saknas vedertagna svenska översättningar. Tonartsbeteckningarna, ”in C” (både på tyska och italienska), etc., har även de behållits. Notera att ”B” här avser den traditionella tyska beteckningen, idag oftast skrivet ”Bb”.

## 1 Sakrala verk

### 10Mässorochrequier
- 101 Missa in C
- 102 Missa in C (Maria Taferl[1])
- 103 Ein deutsches Requiem
- 104 Deutsches Requiem
- 105 Färdigställande av W.A. Mozarts Requiem
- 106 Missa (solemnis) in D
- 107 Messe in B

### 11, 12, 13 Sakrala verk av mindre omfång
- 111 Bön "Heil'ger Geist"
- 112 Offertorium "Deum omnes agnoscite"
- 113 Offertorium "Jesu redemptor omnium"
- 114 Offertorium in G ”Exultate justi”
- 115 Offertorium ex G "O Deus ego amo te"
- 116 Vespera de Dominica
- 117 Offertorium "Angelus Domini"
- 118 Offertorium de B.V.M.[2] "Ave Maria"
- 119 Offertorium "Lauda Sion"
- 120 Tantum ergo
- 121 Ave verum Corpus
- 122 Te Deum
- 123 Offertorium "Veritas mea"
- 124 Aria ex G "Corporis Christi"
- 125 Offertorium "Exaudi me tu Domine"
- 126 Fronleichnams-Stationen
- 127 Basaria "Alleluja"
- 128 Tantum ergo (Vorau)
- 129 Duett "Venite pastores"
- 130 Duett "Seht Menschen"
- 131 Benedicamus domino (fragment)
- 132 Bön "In Gottes Vaters"

### 14, 15 Arrangemang och bearbetningar av kyrkomusik
- 141 Kirchenlied "Thauet Himmel"
- 142 Kirchenlied "Wie trostreich"
- 143 Graduale "Te Deum adoramus"
- 144 Offertorium "Salve decus Bohemiae"
- 145 Offertorium "Domine Deus"
- 146 Aria in D "Salus nostra"
- 147 Aria in B "Quando meum cor"
- 148 Aria in G "Ave mundi spes"
- 149 Aria in C "Gloria et honor"
- 150 Aria in C pro Festo nativitate Domini
- 151 (reserverat nummer)
- 152 Aria in B "Deo gloria honor"
- 153 Graduale de S.P.N. Bernardo (Bernhard av Corleone)
- 154 Rhythmus eucharisticus
- 155 Graduale "Miserere mei domine"

## 2 Sceniska verk

### 20, 21, 22 Operor, sångspel och operetter
- 201 Die Liebe für den König
- 202 Die Drillinge
- 203 Der Bürgermeister
- 204 Die gar zu strenge Kinderzucht
- 205 Nicht mehr als sechs Schüsseln
- 206 Die väterliche Rache
- 207 Die Liebe auf dem Lande
- 208 Der rauschige Hans von der Gruebn
- 209 Moses
- 210 L' incanto superato
- 211 Il Turco in Italia
- 212 Meister Schnaps
- 213 Der Spiegel von Arkadien
- 214 Idris und Zenide
- 215 Die edle Rache
- 216 (reserverat nummer)
- 217 Der Wildfang
- 218 Der Marktschreier
- 219 Soliman der Zweite
- 220 Gülnare
- 221 Phasma
- 222 L' Imbarazzo degli Amanti
- 223 Das Hausgesinde
- 224 List und Zufall
- 225 Gl' uccellatori
- 226 Opera utan titel

### 23 Balettmusik
- 231 Die Vogelsteller
- 232 (reserverat nummer)
- 233 Il noce di Benevento
- 234 Ballettino in C
- 235 Pas de deux (fragment)

### 24, 25 Delar av operor
- 241 Piramo et Tisbe
- 242 Okänd opera
- 243 Okänd opera
- 244 Clori und Tirsi (fragment)
- 245 Instrumentalstycke ur en opera
- 246 Sopranaria (fragment)
- 247 Ouvertyr
- 248 Coro di Baccanti
- 249 Finale dell' atto 2do
- 250 Aria ur en italiensk opera (fragment)
- 251 Duett "Saul" und "Zelma"
- 252 Aria utan titel i B
- 253 Duett för tenor och bas
- 254 Sopranaria (fragment)

### 26, 27 Musik infogad i operor av andra tonsättare
- 261 Arior till "Gli Equivoci"
- 262 Kvintett till "Robert und Kalliste"
- 263 Aria till "L' impresario in angustie"
- 264 Cavatina och aria till "La Serva Padrona"
- 265 Musik infogad i "I due Gobbi"
- 266 Aria till "Die pücefarbenen Schuhe"
- 267 Scena dell' opera: "Artaserse"
- 268 Recitativo e Rondo (fragment)
- 269 Rondino till ”Herrn Vogl”
- 270 Två tenorarior till "Zur Comedie"
- 271 Recitativ och aria till "Die doppelte Erkenntlichkeit"
- 272 Duett till "Die Liebe unter den Handwerksleuten"
- 273 Aria till "Betrug durch Aberglauben"
- 274 Aria till "La Capricciosa Ravveduta"

### 28 Operasamarbeten
- 281 "La Clemenza di Tito"
- 282 "Liebe macht kurzen Prozeß", Pasticcio
- 283 "Familie Pumpernickel", Pasticcio
- 284 "Rochus Pumpernickel", Pasticcio
- 285 "La Quacquera spiritosa", Pasticcio

## 3 Sånger, flerstämmiga sånger och kanon

### 30, 31 Kantater och körverk
- 301 "Carolina"-kantat
- 302 ”Der Retter in Gefahr”
- 303 ”Kantate auf die Ankunft des Erzherzogs Karl”
- 304 ”Böhmens Erretter”
- 305 "Jubelfeyer" zum Namenstag
- 306 ”Das Namensfest”
- 307 ”Der Kampf für den Frieden”
- 308 ”Cantate am Vorabend”
- 309 Sechs Nummern einer Kantate
- 310 ”Die Freiwilligen”
- 311 ”Ariana a Naxos” (fragment)
- 312 ”Alcidoro e Dalisa”
- 313 Kör "Heil dem Jüngling"
- 314 ”Le Ninfe al Mare”
- 315 Kör "Ovunque il guardo" (fragment)
- 316 "Zeila"-kantat (fragment)

### 32 Flerstämmiga sånger och kanon
- 321 Feyer-Lied zum Geburtstag seiner Majestät
- 322 Nationallied der Böhmen
- 323 "Lieb und Freundschaft"
- 324 "Die Freundschaft und die Liebe"
- 325 ”Lob der Häßlichkeit”
- 326 Marsch för fyra röster
- 327 "Perche?"
- 328 ”Hymne bei einem Donnerwetter”

### 33, 34, 35 Sånger
- 331 Lob des Ofnerweines
- 332 Lob der blauen Farbe
- 333 Theano
- 334 Theon
- 335 Das Gold
- 336 Die guten Träume
- 337 Ehmals und jetzt
- 338 Lebensweisheit
- 339 "Vergiß mein nicht"
- 340 "Ich bin von ihr verlassen"
- 341 "Aus Leichtsinn, Unbestand"
- 342 Air chanté par Garal
- 343 (reserverat nummer)
- 344 Le petit menage
- 345 "Jamais nous ne verrions briller"
- 346 "Voulez-vous etre heureux amant"
- 347 "Loin de toi, ma Félicie"
- 348 "L'amour est un enfant" (skiss)
- 349 Das wahre Gleichnis
- 350 "Komm, Doris"
- 351 Canzonetta
- 352 Trink-Lied

## 4 Orkesterverk

### 40 Sinfonior
- 401 Sinfonia in Es
- 402 Sinfonia II (in Es)
- 403 Sinfonia turchesca in C
- 404 Sinfonia in C
- 405 Sinfonia in C (fragment)
- 406 Sinfonia in C (fragment)
- 407 Sinfonia in C (fragment)

### 41, 42, 43 Danser och marscher
- 411 12 Menuetti und 12 Trio in D
- 412 12 Menuetti und 12 Trio in C
- 413 12 Deutsche Tänze
- 414 12 Menuetti
- 415 12 Deutsche Tänze
- 416 12 Deutsche Tänze
- 417 Ländlerische
- 418 (2) Menuetto
- 419 12 Deutsche Tänze
- 420 6 Ländlerische
- 421 Menuett (Skizzen)
- 422 Menuetto - Trio
- 423 Zwölf Menuette für Orchester
- 424 Marcia a due Flauti Traversi
- 425 Marsch für das Freiweilligen-Aufgebot 1797
- 426 Marsch für das Studenten-Corps
- 427 Marsch und Kontratanz
- 428 Kontratanz "Le Naufrage"
- 429 Marsch in C
- 430 Marcia - Vivat - Solo

## 5 Konserter
- 501 Klarinettkonsert (fragment)
- 502 Rondo för horn och orkester
- 503 Concerto per il Clavic. (fragment)
- 504 (reserverat nummer)
- 505 Chargone
- 506 Andante in B
- 507 Satz in Es (fragment)
- 508 (reserverat nummer)

## 6 Kammarmusik
- 601 Quintetto in C
- 602 Quintetto in D
- 603 Divertimento in C
- 604 Divertimento in F
- 605 Divertimento in B
- 606 Divertimento in Es
- 607 Sextett för blåsare
- 608 Serenata a tre (fragment)
- 609 Duett för 2 flöjter
- 610 Sonat för violin och cembalo
- 611 (reserverat nummer)
- 612 Sonat för pianoforte och horn
- 613 Två stråktrior

## 7 Klavermusik
- 701 Adagio in F
- 702 Sonata in B

## 8 Diverse avskrifter och verk av osäkert ursprung
- 801 Die unähnlichen Brüder
- 802 Quartett zu "Das Schlangenfest in Sangora"
- 803 Missa ex Dis
- 804 Salve Regina ex C
- 805 Dans ur "Telemach, der Königssohn von Ithaka"
- 806 (reserverat nummer)
- 807 Klavierstück in A (fragment)
- 808 Pange lingua av Franz Sparry
- 809 Aria ur "La Circe" av Joseph Haydn
- 810 (reserverat nummer)
- 811 Der Stein der Weisen, Pasticcio
- 812 (16) Balli tedeschi
- 813 Lied an die Freude
- 814 Lied: Der über das Länderreisen Klagende
- 815 Ouvertüre zu "Die Christliche Judenbraut"
- 816 Missa in B
- 817 Messa in B
- 818 Requiem (fragment)
- 819 Pianokonsert av W.A. Mozart
- 820 Sinfonia . . . sacrifice